# 128 Nêmesis
128 Nêmesis é um grande asteroide de 188 km localizado no Cinturão principal, de composição carbonácea. Ele gira muito lentamente, levando cerca de um dia terrestre e meio (39 horas) para completar uma revolução. Nêmesis é o maior membro da família de asteroide que leva o seu nome.
É classificado como um asteroide tipo C, indicando uma composição carbonácea primitiva. Baseado nos dados do IRAS Nêmesis tem cerca de 188 km de diâmetro e é em torno do 33ª maior asteroides do cinturão principal.

## Descoberta e nomeação
128 Nêmesis foi descoberto no dia 25 de novembro de 1872, pelo astrônomo James Craig Watson.  Esse corpo celeste recebeu o nome em honra de Nêmesis, a deusa da retribuição na mitologia grega. Nêmesis também é o nome de uma estrela hipotético companheira do Sol.

## Características orbitais
A órbita de 128 Nêmesis tem uma excentricidade de 0,127 e possui um semieixo maior de 2,749 UA. O seu periélio leva o mesmo a uma distância de 2,400 UA em relação ao Sol e seu afélio a 3,099 UA.